# Richard Williamson
Richard Nelson Williamson (Londen, 8 maart 1940 – Margate, 29 januari 2025) was  een Brits hulpbisschop van de Priesterbroederschap Sint Pius X (FSSPX), en sinds 2015 oprichter en bisschop van de Saint Marcel Initiative.
Hij werd op 30 november 1988 door aartsbisschop Marcel Lefebvre tot bisschop gewijd, dit tegen de uitdrukkelijke wil van paus Johannes Paulus II. Na de wijding werden zowel de consecratoren als de vier wijdelingen door paus Johannes Paulus II, bij motu proprio (Ecclesia Dei), geëxcommuniceerd verklaard. Op 21 januari 2009 werd deze excommunicatie door paus Benedictus XVI echter opgeheven; diezelfde dag veroorzaakte een Zweeds interview met Williamson wereldwijde beroering door diens minimalisering van de Holocaust. Op 24 oktober 2012 werd hij als lid van de Priesterbroederschap Sint Pius X geroyeerd.

## Biografie
Williamson werd geboren in een anglicaans gezin. Hij studeerde letteren in Cambridge, werkte als promovendus en docent aan de faculteit Letteren aldaar, en bekeerde zich op zijn dertigste tot het katholicisme. Hij werkte lange tijd als docent Engels zowel in zijn geboorteland als in Ghana, waar hij als ontwikkelingswerker ook de reeds hoogbejaarde Albert Schweitzer leerde kennen. In 1970 bekeerde Williamson zich tot het rooms-katholieke geloof in de kerk van het Oratorium te Londen. In oktober 1972 trad hij toe tot het grootseminarie van de Priesterbroederschap St. Pius X in het Zwitserse dorpje Ecône. Vier jaar later werd hij priester gewijd. Hij werd vervolgens hoogleraar aan hetzelfde seminarie, toentertijd nog geaffilieerd met professoren van de Universiteit van Fribourg. In 1983 werd hij rector van een Engelstalig internationaal priesterseminarie van de Priesterbroederschap in Ridgefield, Connecticut. In 1988 volgde zijn omstreden bisschopswijding door aartsbisschop Marcel Lefebvre en bisschop Antônio de Castro Mayer. Williamson en de zijnen verklaarden de opgelopen excommunicatie echter ongeldig en bleven doorgaan met het uitoefenen van hun ambt, het verrichten van wijdingen en het uitvoeren van sacramenten. In 2003 werd Williamson benoemd tot rector van het Seminario Internacional Nuestra Señora Coredentora (Internationaal grootseminarie van Onze Lieve Vrouw Medeverlosseres) in La Reja, Argentinië, nabij Buenos Aires.

### Minimalisering van de Holocaust
Op 21 januari 2009 gaf Williamson een interview aan de Zweedse televisie waarin hij beweerde dat er "overweldigende bewijzen" zouden zijn dat in de nazi-concentratiekampen geen gaskamers hadden gestaan voor het vergassen van mensen. Ook stelde hij dat er tijdens de Tweede Wereldoorlog geen 6 miljoen, maar "slechts" ten hoogste 300.000 Joden omgekomen waren. De uitspraken kregen des te meer aandacht omdat er juist diezelfde dag een decreet was uitgegaan vanwege paus Benedictus XVI waarin de excommunicatie van Lefebvre en zijn vier bisschoppen werd opgeheven. Vanuit de gehele wereld werd geschokt gereageerd op de uitspraken van de bisschop, die - in combinatie met de gelijktijdige opheffing van de excommunicatie - de indruk konden wekken op instemming van het Vaticaan te kunnen rekenen. Zowel de Duitse als de Nederlandse bisschoppen distantieerden zich van zijn uitspraken. Een woordvoerder van het Vaticaan meldde dat de opheffing van de excommunicatie geenszins betekende dat het Vaticaan de opvattingen van Williamson zou delen. Ook Walter Kasper, president van de Pauselijke Raad ter Bevordering van de Eenheid van de Christenen, nam meteen afstand van de woorden van Williamson. Hij noemde diens uitspraken "onacceptabel en dom" en stelde dat de ontkenning van de Shoah regelrecht indruist tegen het standpunt van de Kerk op dit punt.
Op 27 januari 2009 nam ook de Priesterbroederschap afstand van Williamson. Bisschop Bernard Fellay, hoofd van de Broederschap, schreef aan de paus en aan "alle mensen van goede wil" dat men de bisschop een spreekverbod had opgelegd. In de brief vroeg Fellay de paus om vergeving voor de uitspraken van Williamson, die op geen enkele manier de opvattingen van de Priesterbroederschap weerspiegelen. Verslaggevers van de Italiaanse krant Corriere della Sera tekenden een dag later uit de mond van Williamson op dat hij bleef bij zijn beweringen.
Tijdens zijn wekelijkse audiëntie van 28 januari 2009 herinnerde Benedictus XVI aan zijn bezoeken aan Auschwitz en nam hij ondubbelzinnig afstand van ieder negationistische of reductionistische opvatting ten aanzien van de Shoah. Aan zijn 'joodse broeders' bevestigde de paus 'met genegenheid' zijn 'onbetwistbare solidariteit' en verkondigde de onverbrekelijke liefde van het Vaticaan voor het jodendom. Op 30 januari gaf Dario kardinaal Castrillón Hoyos, voormalig prefect van de Congregatie voor de Clerus en voorzitter van de Pauselijke Commissie Ecclesia Dei, de Commissie die de onderhandelingen met de Priesterbroederschap voert, een interview waarin hij verklaarde dat niemand binnen de Romeinse Curie op de hoogte was van Williamsons specifieke opvattingen over de Shoah. Hoyos, die het decreet waarmee de excommunicatie ongedaan werd gemaakt persoonlijk ter hand stelde van bisschop Fellay, zei: Toen ik het (door kardinaal Re) ondertekende decreet aan mgr. Fellay overhandigde, wisten we niets van dit interview, het was namelijk precies een dag voor het uitgezonden interview. Op het internet circuleren nochtanscitaten uit een preek die hij in 1989 hield in Canada. Daarin zegt hij onder meer: Joden hebben de Holocaust verzonnen. Op 28 januari schreef Williamson een brief aan Hoyos waarin hij zijn excuses aanbood voor zijn optreden op de Zweedse televisie, maar waarin hij geen afstand nam van zijn uitspraken.

### Ontwikkelingen na de opheffing van de excommunicatie
Op 1 februari 2009 gaf de voorzitter van de Nederlandse Bisschoppenconferentie, mgr. Ad van Luyn, een interview aan het KRO-programma Kruispunt. Daarin zei de bisschop: Er zijn nu moeilijkheden bij gekomen door de uitspraken van Williamson. Het is schandalig, schokkend, cynisch, volkomen onhistorisch, haaks op wat het Vaticaan en de Kerk sindsdien Vaticanum II hebben ontwikkeld. Het is rampzalig wat hier is gebeurd.
Op 4 februari maakte het Vaticaan bekend dat wanneer Richard Williamson niet publiekelijk en op ondubbelzinnige wijze afstand zou nemen van zijn opvattingen over de Holocaust hem in de Kerk geen bisschoppelijke taken meer werden toegewezen. Ook stelde het Vaticaan dat de Priesterbroederschap Sint Pius X nog geen officiële goedkeuring had gekregen. Om voor dergelijke goedkeuring in aanmerking te komen diende de Broederschap het Tweede Vaticaans Concilie volledig te erkennen. Ook de volledige aanvaarding van het leergezag van de pausen Johannes XXIII, Paulus VI, Johannes Paulus I, Johannes Paulus II en Benedictus XVI is een 'noodzakelijke voorwaarde' voor kerkelijke erkenning van de Priesterbroederschap. Het is vrij zeker dat de Broederschap niet aan de eis alle uitkomsten van Vaticanum II te erkennen zal voldoen. Williamson liet zelf, in een interview met het Duitse weekblad Der Spiegel weten vooralsnog niet van plan te zijn, zijn uitspraken te herroepen. Hij gaf aan eerst de bewijzen te willen bestuderen en meende dat dat nog wel enige tijd kon vergen. In hetzelfde interview uitte Williamson ook kritiek op het Tweede Vaticaans Concilie. Hij stelde dat de Conciliedocumenten voor meerdere uitleg vatbaar zijn, hetgeen geleid heeft tot de theologische chaos die wij vandaag de dag kennen.
Tijdens een ontmoeting met vertegenwoordigers van Amerikaans-Joodse organisaties, op 12 februari 2009, nam paus Benedictus nogmaals afstand van de beweringen van Williamson. Hij zei:
De haat en minachting voor mannen, vrouwen en kinderen, zoals die tot uiting kwam in de Shoah, was een misdaad tegen de menselijkheid en tegen God. Dit zou iedereen duidelijk moeten zijn, in het bijzonder diegenen die staan in de traditie van de Heilige Schrift, volgens welke ieder mens is geschapen naar het beeld en de gelijkenis van God. Het staat buiten kijf dat iedere poging om deze verschrikkelijke misdaad te minimaliseren of te ontkennen totaal onaanvaardbaar is.
Op 9 februari 2009 was Williamson al door zijn generaal-overste hulpbisschop Bernard Fellay ontslagen als rector van het Argentijnse seminarie. Niet veel later werd bekend dat hij in Argentinië was aangeklaagd door de hoofdredacteur van de Argentijnse editie van het Amerikaanse weekblad Newsweek. Op 19 februari maakten de Argentijnse autoriteiten bekend dat Williamson, die zich kennelijk in hun land ophield, binnen tien dagen Argentinië moest verlaten, en dit naar verluidt "omdat er iets met zijn papieren niet in orde zou zijn". Op 25 februari kwam de bisschop aan in Londen. Naar verwachting zou hij zich in Groot-Brittannië vestigen, waar Holocaustontkenning nog niet met celstraf bestreden wordt. In september 2009 zond de Zweedse televisie een vervolgreportage uit, waaruit bleek dat het Vaticaan op de hoogte zou geweest zijn van de uitspraken van Williamson, voor men overging tot de opheffing van de excommunicatie, iets wat kort daarna ontkend werd door kardinaal Hoyos.
In het najaar van 2010 werd bekend dat de advocaat die Williamson verdedigde in het Duitse proces dat tegen hem was aangespannen vanwege de minimalisering van de Holocaust zijn werkzaamheden neerlegde. De Grüne-politicus uit Coburg en advocaat Matthias Lossmann werd aangewezen als advocaat van Williamson. Toen Williamson vervolgens brak met Lossmann en zich verbond aan advocaat Wolfram Nahrath (NPD), die openlijk sympathiseerde met het neo-nazisme en oud-voorzitter was van de Vikingjeugd, gebood de generaal-overste van de Priesterbroederschap hem deze contacten, op straffe van uitstoting uit de Broederschap, te verbreken en een nieuwe advocaat te zoeken. Hieraan gaf Williamson gehoor en hij nam vervolgens de katholieke jurist en emeritus-hoogleraar Norbert Wingerter uit Heilbronn als zijn advocaat en verdediger in de hand. Op 11 juli 2011 diende het hoger beroep. Het Duitse Hof hield aan de boete vast, maar verlaagde deze naar 6.500 euro wegens het zeer lage inkomen en gebrek aan spaargeld van Williamson, die met gedwongen emeritaat was moeten gaan in 2009 en vertrokken uit Argentinië. Op 22 februari 2012 vernietigde het Administratieve Hof voor Hoger Beroep in Neurenberg de veroordeling en de boete echter omdat Williamson juist uitdrukkelijk door woord en geschrift had willen voorkomen dat zijn uitspraak zou worden uitgezonden in Duitsland. Het Hof gaf hoogleraar en advocaat Norbert Wingerter gelijk. In Duitsland is Holocaustontkenning strafbaar, in Zweden daarentegen niet. Op 4 oktober 2012 maakte de rechtbank van Regensburg bekend dat een nieuw strafproces tegen Williamson zou worden gevoerd, dit ongeacht de vernietiging van de eerdere boete en eerdere veroordelingen in februari van datzelfde jaar. Na 18 oktober 2012 zou ze derhalve overgaan tot vervolging wegens Holocaustontkenning en een nieuwe juridische procedure starten met als eerste eis honderd dagen cel of een gelijkwaardige boete.
Hulpbisschop Williamson mocht ook al niet deelnemen aan het algemeen kapittel van de Priesterbroederschap Sint Pius X dat in juli 2012 in Ecône werd gehouden.

### Uit de Broederschap gezet
Op 24 oktober 2012 werd Williamson uit de Priesterbroederschap Sint Pius X gezet. Volgens het generalaat had de bisschop zich steeds meer van de leiding van de Broederschap verwijderd, en "geweigerd de gehoorzaamheid te betonen die hij aan zijn overste verschuldigd is" door in een open brief tot rebellie tegen overste en bisschop Bernard Fellay en dienst assistenten paters Pfluger en Schmidberger op te roepen.

### Tweede excommunicatie
Op 19 maart 2015 wijdde Williamson Jean-Michel Faure, een voormalig lid van de FSSPX, tot bisschop in een viering in Nova Friburgo, Brazilië. Omdat voor deze wijding geen pauselijk mandaat was, zijn Faure en Williamson (wederom) latae sententiae geëxcommuniceerd.

### St. Marcel Initiative
Sinds zijn verwijdering uit de Priesterbroederschap is Williiamson een eigen beweging begonnen: The St. Marcel Initiative. Deze beweging werd genoemd naar de heilige paus Marcellus I, maar verwijst tevens naar Marcel Lefebvre, de oprichter van de Priesterbroederschap Pius X, van waaruit hij zijn idealen tracht uit te dragen. Dat doet hij meestal door middel van een wekelijkse nieuwsbrief - Eleison Comments genaamd - waarin hij zich overwegend afzet tegen de uitkomsten van het Tweede Vaticaans Concilie.

### Overlijden
Hij overleed op 84-jarige leeftijd in het ziekenhuis van Margate.
- Biblioteca Nacional de España: XX5576547
- Catàleg d'autoritats de noms i títols de Catalunya: 981058509384606706
- Gemeinsame Normdatei: 1147239827
- International Standard Name Identifier: 0000 0000 7723 2687
- Library of Congress Control Number: nb2010004452
- Nationale bibliotheek van Australië: 51934162
- Système universitaire de documentation: 190010533
- Trove: 1522272
- Virtual International Authority File: 107368404
- WorldCat: E39PBJfrJVcwq7RcvTdGMqCPcP